# Sandyfield
Sandyfield – miasto w Stanach Zjednoczonych, w stanie Karolina Północna, w hrabstwie Columbus.